# John Herbert (politico)
Sir John Herbert (Neath Abbey, 1550 – Cardiff, 9 luglio 1617) è stato un avvocato, diplomatico e politico gallese che sedette più volte nella Camera dei Comuni tra il 1586 e il 1611. Fu Segretario di Stato dell'Inghilterra sotto la Regina Elisabetta I e il Re Giacomo I.

## Biografia
Herbert nacque a Neath Abbey da Matthew Herbert di Swansea e discendeva da un figlio illegittimo di William Herbert, I Conte di Pembroke.
Herbert potrebbe essere stato educato alla Christ Church di Oxford, sebbene ciò non sia certo.
Fu ammesso come membro onorario al College of Doctors of Laws nel novembre 1573, ove conseguì il diploma di Master of Arts.
Fu commissario dell'High Court of Admiralty dal 1575 al 1584 (con David Lewis) e Master of Requests dal 1586 al 1601 (con William Aubrey dal 1590).
La Regina Elisabetta lo nominò Segretario del Consiglio del Nord e Custode del Sigillo.
Nel 1586, Herbert fu eletto Membro del Parlamento per Grampound.
Conseguì la laurea di Dottore in diritto civile presso l'Università di Oxford nel 1587. Nel 1588, fu eletto Membro del Parlamento per Gatton.
Fu eletto Membro del Parlamento per Christchurch nel 1593 e Membro del Parlamento per Bodmin nel 1597.
Nell'aprile 1600, fu nominato secondo Segretario di Stato e membro del Consiglio privato.
Nel 1601 fu eletto Membro del Parlamento per Glamorgan e per Wallingford e decise di rappresentare Glamorgan.
Fu investito cavaliere nel 1602.
Nel 1604 fu eletto Membro del Parlamento per Monmouthshire, rimanendo in carica fino al 1611.
Fu Alto Sceriffo di Glamorgan nel 1605.
Herbert fu un linguista di talento (non parlava solo inglese e gallese) e quindi era utilizzato per interrogare i prigionieri stranieri e nel corso di missioni commerciali e politiche in Danimarca, Polonia, Brandenburgo, Paesi Bassi e Francia. Mantenne l'incarico anche sotto Giacomo I d'Inghilterra, anche se Giacomo preferiva impiegare segretari non ufficiali come Philip Herbert, IV Conte di Pembroke.
Quando Robert Cecil, I Conte di Salisbury morì nel 1612, Herbert sperava di succedergli come Segretario di Stato principale, ma Giacomo I lasciò l'ufficio vacante fino al 1614.
Pertanto, successivamente, fu Segretario di Stato solo di nome.
Morì a 67 anni il 9 luglio 1617 a seguito di un duello combattuto due mesi prima contro Sir Lewis Tresham.
Herbert sposò Margaret Morgan, figlia di William Morgan di Cefn Coch.